# Reino ziyánida de Tremecén
El Reino ziyánida de Tremecén fue un antiguo reino bereber en lo que hoy es el noroeste de Argelia, cuyo territorio se extendía desde la ciudad de Tremecén hasta Chlef y Argel en la Cabilia argelina, y llegó en su cenit al río Muluya al oeste, Siyilmasa al sur y el río Soummam al este.
El reino estuvo regido por los ziyánidas, zayyánidas o Banu Zayán (en árabe: زيانيون‎, ziyāniyūn), también llamados abdalwadíes o abdelwádidas (en árabe: بنو عبد الواد‎, banū ʿabd al-wād), que fue una dinastía bereber zenata.

## Historia

El Magreb en el siglo, con el reino ziyánida y sus vecinos benimerines y hafsíes.

Tras el colapso del Imperio almohade, el reino de Tremecén se volvió independiente. Cayó dos veces ante las fuerzas invasoras de Meriní, pero los invasores fueron incapaces de mantener el dominio sobre la región.
La capital del reino, Tremecén, yacía en la principal ruta este-oeste entre Sultanato benimerín e Ifriqiya. También fue un centro en la ruta comercial de norte a sur entre Orán, en la costa mediterránea, y el África subsahariana. Como centro comercial próspero, atrajo la atención de sus vecinos más poderosos. En diferentes momentos, los marroquíes desde el oeste, ifriqiyanos desde el este y aragoneses del norte invadieron y ocuparon el reino.
Con el paso del tiempo, el reino ziyánida fue vasallo de los Háfsidas de Túnez, los Benimerines  o de la Corona de Aragón.
En 1505, los españoles tomaron la ciudad costera de Mazalquivir, en 1509 Orán y pronto avanzarían hacia la capital de Tremecén en 1543, fallando en el intento de tomarla.
Finalmente el reino cayó bajo poder otomano en 1556.

## Cronología de eventos

Bandera atribuda al reino de Tremecén durante el.

Bandera atribuida al reino de Tremecén, 1235-1338 y 1488-1556.

- 1236: Independencia del Imperio almohade.
- 1272: Uchda y Siyilmasa son cedidas a los meriníes.[8]
- 1299-1307: Tremecén es asediada por los meriníes.[9]
- Siglo XIV: Uchda es recapturada a los meriníes.
- 1313: Argel es anexada al Reino de Tremecén.[9]
- 1337-1348: Primer periodo de ocupación meriní.
- 1352-1359: Segundo periodo de ocupación meriní.
- 1366: La expedición a Bugía es derrotada.
- 1389-1424: Los ziyánidas se reconocen vasallos de los  meriníes.[9]
- 1424-1500: Los ziyánidas se reconocen vasallos de los háfsidas.[9]
- 1427-1429: Guerra civil.
- 1505-1509: Mers el Kebir y Orán se pierden a favor de España.[9]
- 1510: Tremecén es ocupada por los españoles.[9]
- 1512: Tremecén se convierte en vasallo de la corona de Aragón.[9]
- 1517: Tremecén es sitiada y tomada por el ejército de Aruj.[9]
- 1518: Los españoles recuperan la ciudad en mayo; muerte de Aruj.[9]
- 1543: Ocupación española.
- 1543-1544: Periodo de ocupación saadí.
- 1550: Tremecén es ocupada por los turcos otomanos.
- 1554: El Reino de Tremecén se convierte en un protectorado otomano.
- 1556: Argelia occidental se convierte en un beylicato de la Regencia de Argel.